# Bogdaproste
Bogdaproste sau Bodaproste (în bulgară Бог да прости, transliterat: Bog da prosti) este un cuvânt, provenit din limba bulgară, folosit ca formulă de mulțumire când se primește ceva de pomană..
În bulgară, bogŭ da prosti înseamnă „Dumnezeu să-i ierte (pe morții tăi)”.
Locuțiune adjectivală: „de bogdaproste” = de pomană
Expresie: „ca un pui de bogdaproste” = (despre copii) prăpădit, nenorocit (este o aluzie la puii care se dădeau în dar, sau ca dar mănăstirilor, și care nu se alegeau desigur dintre cei mai grași și mai mari).